# Sisicottus aenigmaticus
Sisicottus aenigmaticus är en spindelart som beskrevs av Miller 1999. Sisicottus aenigmaticus ingår i släktet Sisicottus och familjen täckvävarspindlar. Inga underarter finns listade i Catalogue of Life.